# Johannes Veit

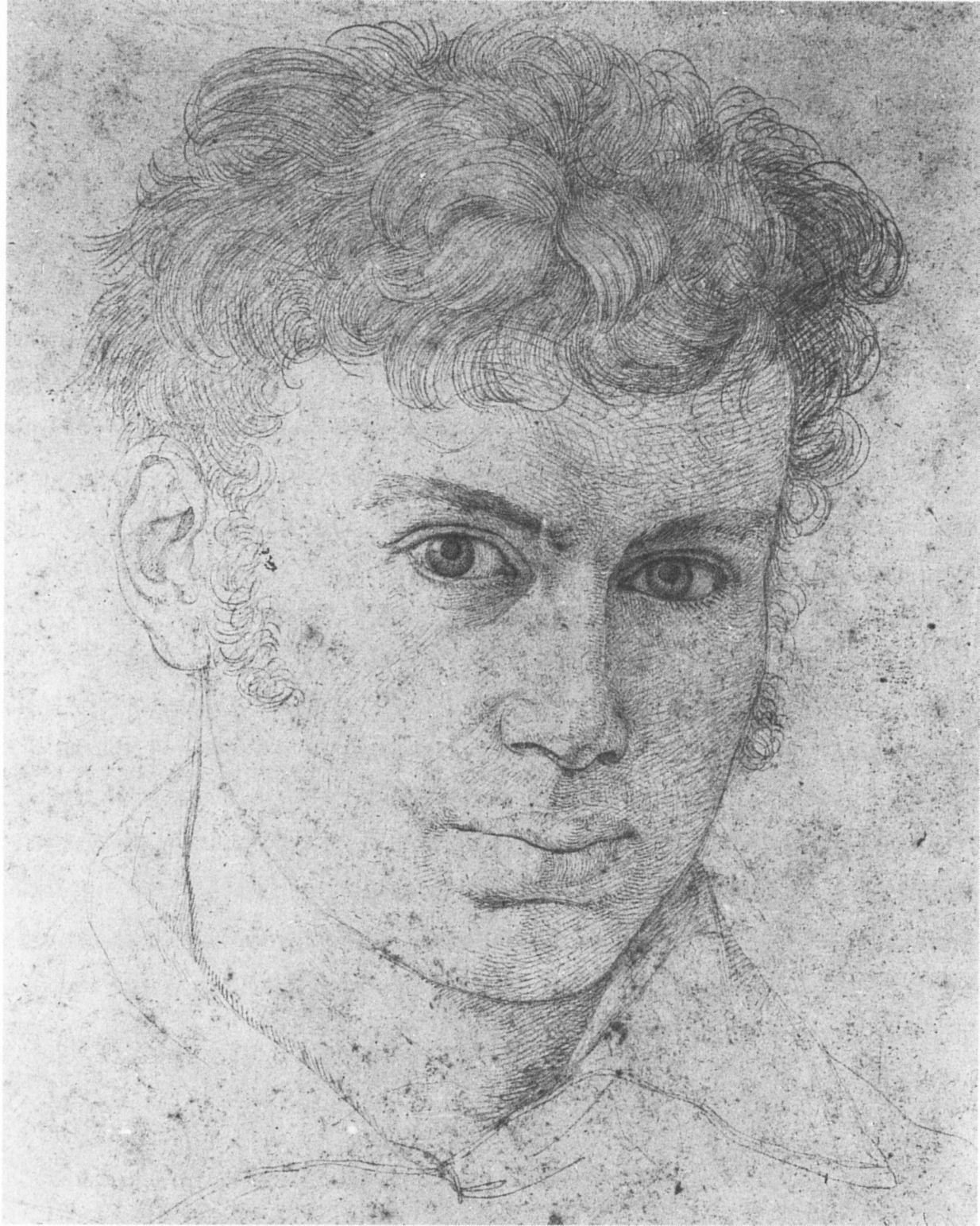
Jonas Veit von Philipp Veit

Johannes Veit (vor der Taufe 1810 Jonas Veit; * 2. März 1790 in Berlin; † 18. Januar 1854 in Rom) war ein deutscher Historienmaler. Er war der Bruder des Malers Philipp Veit (1793–1877). Seit 1811 lebte und arbeitete er in Rom, wo er sich insbesondere Friedrich Overbeck im Kreis der Nazarener anschloss.

## Leben
Veit wurde am 2. März 1790 in Berlin als Sohn des jüdischen Bankiers Simon Veit und dessen Frau Brendel (später Dorothea Friederike), der ältesten Tochter Moses Mendelssohns, geboren. Nachdem sich die Eltern getrennt hatten, blieb Veit zunächst bei seinem Vater in Berlin. 1805 begann er in Hamburg eine Kaufmannslehre beim Bankhaus J. & A. Mendelssohn seiner Onkel Joseph und Abraham Mendelssohn. 1808 wandte er sich der Malerei zu, wozu er die Kunstakademie Dresden unter Friedrich Matthäi besuchte.
Am 26. Juli 1810 konvertierte er gemeinsam mit seinem Bruder Philipp in Wien zum katholischen Glauben und nahm den Vornamen Johannes an. Im Februar 1811 zog er nach Rom, obgleich er zunächst Paris zum Ziel hatte. Anlass waren die Werke Gottlieb Schicks gewesen, die Veit sehr faszinierten. In Rom freundete er sich mit Friedrich Overbeck an und verlor das Interesse an Schick.
1819 kehrte er nach Berlin zurück und heiratete 1821 Flora Ries, die später ebenfalls katholisch wurde. Nach der Heirat übersiedelte er 1822 endgültig nach Rom, wo er weiter mit Overbeck verkehrte, und schließlich am 18. Januar 1854 verstarb.
Veit war ein langsam arbeitender Künstler mit hohen Ansprüchen an sich selbst. Dabei waren seine Ansprüche höher als das, was er zu verwirklichen mochte. Unter seinen Werken ragt besonders eine Darstellung der Anbetung der Hirten in der Sankt-Hedwigs-Kathedrale in Berlin und das Gemälde Christus vor Pilatus in Sant’Andrea delle Fratte in Rom hervor.

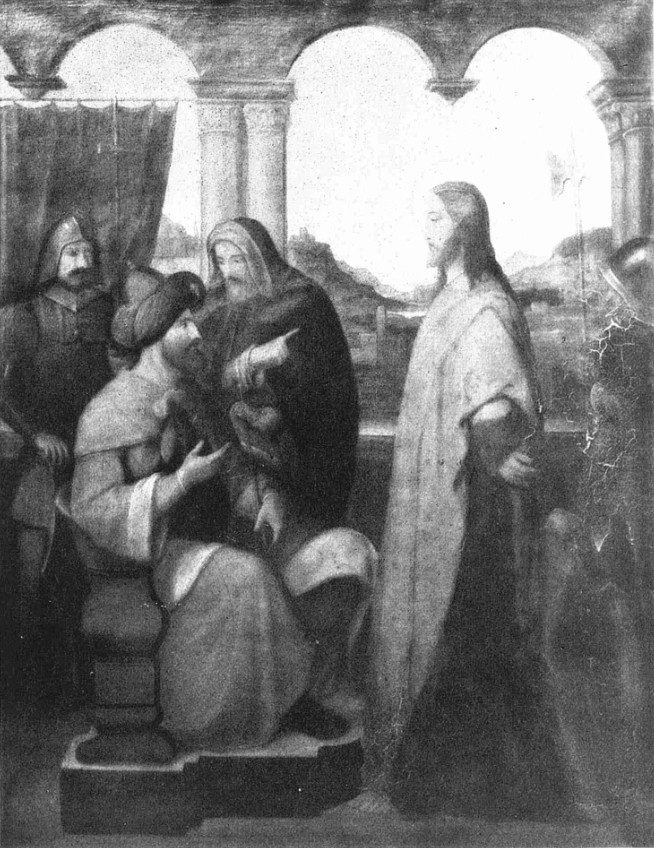
Johannes Veit, Christus vor Pilatus, Sant’Andrea delle Fratte, Rom
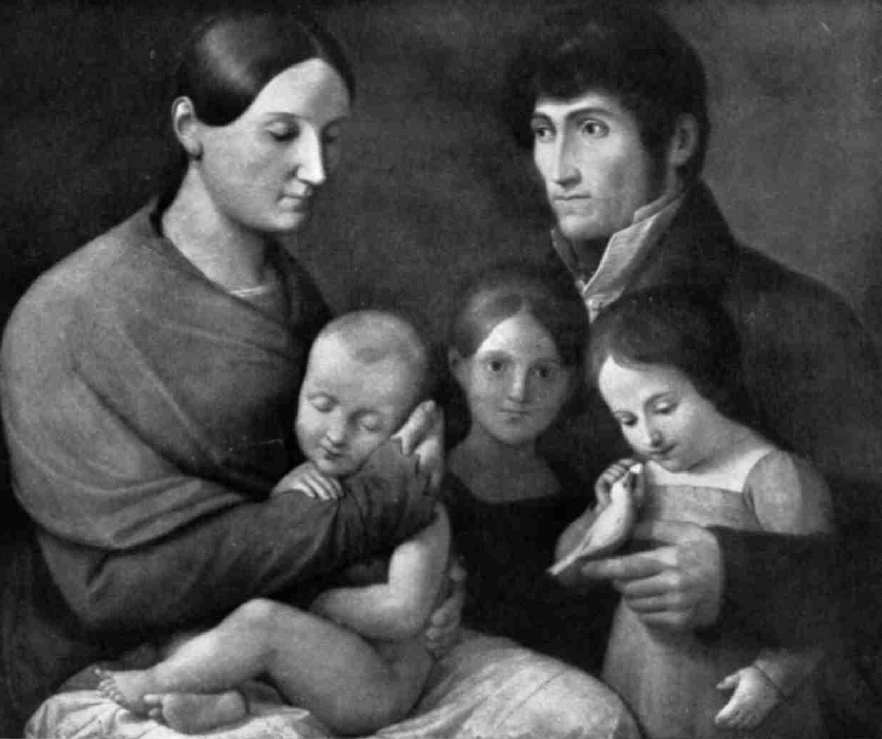
Johannes Veit, Familie Pulini, Kunsthalle Karlsruhe